# 貞祐 (大長和)
貞祐（921年—924年）一作真佑，是大長和鄭仁旻的第五個年號。
起訖年，方詩銘、李家瑞、李崇智、段玉明作空白，王雲、黃德榮作921年－924年。

## 年號及改元出處
- 倪輅《南詔野史》：「鄭昶，買嗣子，梁太祖開平四年立，年二十一歲，改元孝治。……唐莊宗同光四年，服丹藥，躁怒殺人，卒。子隆亶立。」
- 胡蔚《增訂南詔野史》：「仁旻，後梁太祖庚午開平四年即位，年二十歲。明年，改元始元。又改元天瑞景星、安和、貞祐、初曆。……明宗丙戌天成元年八月，仁旻餌金丹，躁怒，常殺人，遂暴卒，在位十六年，子隆亶立。」
- 王崧《雲南備徵志》：「梁太祖開平四年即位，年二十一歲，改元孝治。……同光四年，服丹藥，躁怒殺人，八月薨。偽謚肅文。子隆亶立。」
- 諸葛元聲《滇史》：「鄭仁旻，後梁開平四年庚午歲立，改元孝治，又曰孝德。……鄭仁旻慕神仙之學，尊禮方士，於是術人竟言祥瑞，乃于歲乙亥梁貞明元年改元天瑞，又曰景星；梁貞明三年丁丑改元安和；梁龍德元年辛巳改元貞祐；唐莊宗同光三年乙酉改元初曆。……唐莊宗同光四年，鄭旻服方士丹藥死，偽謚肅文太上皇帝，壽三十，子隆亶立。」
- 李京《雲南志略》：「子仁旻立。凡五改元，曰孝治、天瑞、安和、真佑、初立。在位十八年，侍中趙善政篡之。」
- 楊慎《滇載記》：「〔鄭仁旻〕改元五，曰始元、曰天瑞景星、曰安和、曰貞祐、曰初曆。死，偽謚肅文，子隆亶嗣立。」
- 馮蘇《滇考》：「〔鄭仁旻〕凡立十五年，改元五，曰天瑞、景星、安和、貞祐、初厯，偽謚肅文，子隆亶嗣。」
- 《白古通記淺述》：「梁太祖開平四年即位，年二十一，改元孝治。……同光四年，服丹藥燥怒殺人，八月薨。偽謚肅文。」

## 紀年對照表
| 貞祐 | 元年  | 二年  | 三年  | 四年  |
| ---- | ----- | ----- | ----- | ----- |
| 西元 | 921年 | 922年 | 923年 | 924年 |
| 干支 | 辛巳  | 壬午  | 癸未  | 甲申  |

## 同期存在的其他政權年號
- 中國
  - 貞明（915年－921年）：後梁—朱友貞之年號
  - 龍德（921年－923年）：後梁—朱友貞之年號
  - 天祐（907年－923年）：晉—李存勗尊奉之年號
  - 同光（923年－926年）：後唐—李存勗之年號
  - 天復（907年－922年）：岐—李茂貞尊奉之年號
  - 天祐（922年－924年）：岐—李茂貞尊奉之年號
  - 順義（921年－927年）：吳—楊溥之年號
  - 寶大（924年－925年）：吳越—錢鏐之年號
  - 乾亨（917年－925年）：南漢—劉龑之年號
  - 乾德（919年－924年）：前蜀—王衍之年號
  - 神冊（916年－922年）：契丹—耶律阿保機之年號
  - 天贊（922年－926年）：契丹—耶律阿保機之年號
  - 同慶（912年－966年）：于闐—尉遲烏僧波之年號
- 朝鮮半島
  - 天授（918年－933年）：高麗—太祖王建之年號
- 日本
  - 延喜（901年－922年）：平安時代—醍醐天皇之年號
  - 延長（923年－931年）：平安時代—醍醐天皇之年號